# Scarab F1
Scarab va ser un equip estatunidenc de cotxes per competicions automobilístiques que va arribar a disputar curses a la Fórmula 1.
Scarab la va fundar el pilot i milionari Lance Reventlow que junt amb Tom Barnes i Dick Troutman van construir uns monoplaces amb els quals van competir al campionat del món de la Fórmula 1.
Van intentar debutar amb Lance Reventlow i Chuck Daigh al GP de Mònaco de la temporada 1960 però no van arribar a qualificar-se per disputar la cursa.
Van tornar a provar-ho als GP de GP dels Països Baixos, GP de Bèlgica, GP de França i el GP dels Estats Units on va córrer només Chuck Daigh i va finalitzar en desena posició en la que va ser la millor classificació d'un monoplaça Scarab a la Fórmula 1.

## Resultats a la F1
| Any  | Pilot                         | 1   | 2           | 3   | 4           | 5           | 6           | 7   | 8   | 9   | 10     | Posició | Punts |
| ---- | ----------------------------- | --- | ----------- | --- | ----------- | ----------- | ----------- | --- | --- | --- | ------ | ------- | ----- |
| 1960 | Lance Reventlow i Chuck Daigh | ARG | MON NVQ/NVQ | 500 | HOL NVQ/NVQ | BEL Ret/Ret | FRA NVS/NVS | GBR | POR | ITA | USA 10 | -       | 0     |

## Palmarès a la F1
- Curses: 5
- Victòries: 0
- Podiums: 0
- Punts: 0